# NGC 5931
NGC 5931 (другие обозначения — MCG 1-39-23, ZWG 49.180, PGC 55233) — линзообразная галактика (S0) в созвездии Змея.
Этот объект входит в число перечисленных в оригинальной редакции «Нового общего каталога».